# FNN Live News days
『FNN Live News days』（エフエヌエヌ ライブニュースデイズ）は、フジテレビおよびFNN系列各局（テレビ宮崎を除く）において、2019年（平成31年）4月2日から放送されている昼の報道番組。新聞番組表では『[N]ニュースデイズ』とクレジットされている。

## 概要
2018年4月2日から放送されてきた『FNNプライムニュース デイズ』を改題・リニューアルする形で放送を開始した。本来は夕方の『it!→イット!』や深夜の『α』と同様4月1日から開始予定であったが、急遽新元号（令和）発表特番『FNN特報 列島縦断LIVE!ようこそ新元号SP』が9:50 - 11:55に編成されたため、翌2日からの開始に変更となった。
番組コンセプトは「世界の動きを素早くキャッチ!」番組テーマカラーは   ピンク。 
またフジテレビは、ニュース番組を "Live News" としてブランドを統一しリニューアルし、当番組もその1つである。30年余り続いた「平成」という時代にひと区切りをつけ、新たな元号が発表されるこのタイミングに合わせて、視聴者の目線に立ち、時事問題から身近なニュースまで（Live＝）「生き生きと」、そして時には（Live＝）「生々しく」視聴者のニーズに応えるよう、親しみやすさや手触り感のあるニュースをお届けしていく。
2020年4月6日から2か月、当番組での新型コロナウイルス感染拡大対策として制作班を月・火曜日担当と水～金曜日担当に分かれて放送していくこととなったために、キャスターも月・火曜を斉藤舞子と奥寺、水～金曜を島田彩夏と野島で分担して担当することとなった。斉藤に関しては2年ぶりに昼のニュースに復帰することになる。
2020年5月29日を以って、約2か月間続いた新型コロナ感染拡大対策による制作・出演者班分担を終了。翌週6月1日から、通常通りの編成に戻った。
2022年4月改編で『ポップUP!』が月 - 金曜11:45 - 14:45枠で放送開始されることに伴い、平日版は10分縮小され、11:30 - 11:45の15分間の放送となった。
2022年10月3日から、報道フロアの『Live News』ブランドのスタジオセットを一新した。
2023年4月改編で『ぽかぽか』の放送時間が1時間縮小され、月 - 金曜11:50 - 13:50枠で放送されることに伴い、平日版は5分拡大され、11:30 - 11:50の20分間の放送となった。

## 放送時間
全て日本時間（JST）で記す。
| 期間     | 期間      | 平日版                | 平日版全国ニュース枠         | 週末版                | 週末版全国ニュース枠         | 備考                                       |
| -------- | --------- | --------------------- | ---------------------------- | --------------------- | ---------------------------- | ------------------------------------------ |
| 2019.4.2 | 2022.4.3  | 11:30 - 11:55（25分） | 11:30 - 11:47.55（17分55秒） | 11:50 - 12:00（10分） | 11:50 - 11:55.10 (約5分10秒) |                                            |
| 2022.4.4 | 2023.3.31 | 11:30 - 11:45（15分） | 11:30 - 11:38（8分）         | 11:50 - 12:00（10分） | 11:50 - 11:55.10 (約5分10秒) | 『ポップUP!』開始に伴う、10分の枠縮小。    |
| 2023.4.3 | 現在      | 11:30 - 11:50（20分） | 11:30 - 11:42（12分）        | 11:50 - 12:00（10分） | 11:50 - 11:55.10 (約5分10秒) | 『ぽかぽか』1時間縮小に伴う、5分の枠拡大。 |

## 出演者
出演時点で全員、フジテレビアナウンサー。

### 現在
| 月・火   | 水 - 金  | 土・日   |
| -------- | -------- | -------- |
| 竹内友佳 | 島田彩夏 | 斉藤舞子 |
| 安宅晃樹 | 立本信吾 | 斉藤舞子 |

### 過去
| 期間              | 期間       | 女性キャスター | 女性キャスター | 女性キャスター | 女性キャスター | 男性キャスター | 男性キャスター | 男性キャスター | 男性キャスター | 男性キャスター |
| 期間              | 期間       | 月・火         | 水 - 金        | 土             | 日             | 月             | 火             | 水             | 木・金         | 土・日         |
| ----------------- | ---------- | -------------- | -------------- | -------------- | -------------- | -------------- | -------------- | -------------- | -------------- | -------------- |
| 2019.4.2          | 2019.7.28  | 島田彩夏       | 島田彩夏       | 山中章子       | 山中章子       | 奥寺健         | 奥寺健         | 奥寺健         | 野島卓         | （配置無し）   |
| 2019.7.29         | 2020.3.29  | 島田彩夏       | 島田彩夏       | 山中章子       | 山中章子       | 奥寺健         | 奥寺健         | 野島卓         | 野島卓         | （配置無し）   |
| 2020.3.30         | 2020.4.5   | 斉藤舞子       | 島田彩夏       | 山中章子       | 山中章子       | 奥寺健         | 奥寺健         | 野島卓         | 野島卓         | （配置無し）   |
| 2020.4.6          | 2020.5.31  | 斉藤舞子       | 島田彩夏       | 竹内友佳       | 竹内友佳       | 奥寺健         | 奥寺健         | 野島卓         | 野島卓         | （配置無し）   |
| 2020.6.1          | 2020.9.27  | 島田彩夏       | 島田彩夏       | 竹内友佳       | 竹内友佳       | 奥寺健         | 奥寺健         | 野島卓         | 野島卓         | （配置無し）   |
| 2020.9.28         | 2020.11.8  | 島田彩夏       | 島田彩夏       | 竹内友佳       | 竹内友佳       | 福原直英       | 福原直英       | 野島卓         | 野島卓         | （配置無し）   |
| 2020.11.9         | 2021.2.7   | 島田彩夏       | 島田彩夏       | 松村未央       | 竹内友佳       | 福原直英       | 福原直英       | 野島卓         | 野島卓         | （配置無し）   |
| 2021.2.8          | 2021.3.28  | 島田彩夏       | 島田彩夏       | 松村未央       | 斉藤舞子       | 福原直英       | 福原直英       | 野島卓         | 野島卓         | （配置無し）   |
| 2021.3.29         | 2021.7.4   | 島田彩夏       | 島田彩夏       | 松村未央       | 斉藤舞子       | 立本信吾       | 立本信吾       | 野島卓         | 安宅晃樹       | （配置無し）   |
| 2021.7.5          | 2021.7.11  | 島田彩夏       | 島田彩夏       | 松村未央       | 永尾亜子       | 立本信吾       | 立本信吾       | 野島卓         | 安宅晃樹       | （配置無し）   |
| 2021.7.12         | 2022.4.3   | 島田彩夏       | 島田彩夏       | 松村未央       | 永尾亜子       | 立本信吾       | 立本信吾       | 立本信吾       | 安宅晃樹       | （配置無し）   |
| 2022.4.4          | 2022.10.2  | 宮司愛海       | 島田彩夏       | 松村未央       | 斉藤舞子       | 安宅晃樹       | 安宅晃樹       | 立本信吾       | 立本信吾       | （配置無し）   |
| 2022.10.3         | 2022.12.28 | 遠藤玲子       | 島田彩夏       | 松村未央       | 斉藤舞子       | 安宅晃樹       | 安宅晃樹       | 立本信吾       | 立本信吾       | （配置無し）   |
| 2023.1.4          | 2025.3.30  | 竹内友佳       | 島田彩夏       | 松村未央       | 斉藤舞子       | 安宅晃樹       | 安宅晃樹       | 立本信吾       | 立本信吾       | （配置無し）   |
| 2025.3.31         | 2025.5.4   | 竹内友佳       | 島田彩夏       | 斉藤舞子       | 斉藤舞子       | 安宅晃樹       | 安宅晃樹       | 立本信吾       | 立本信吾       | （配置無し）   |
| 2025.5.5          | 2025.6     | 竹内友佳       | 島田彩夏       | 斉藤舞子       | 斉藤舞子       | 勝野健         | 堀池亮介       | 立本信吾       | 立本信吾       | （配置無し）   |
| 2025.7            |            | 竹内友佳       | 島田彩夏       | 斉藤舞子       | 斉藤舞子       | 安宅晃樹       | 安宅晃樹       | 立本信吾       | 立本信吾       | （配置無し）   |
| 1. 2. 3. 4. 5. 6. |            |                |                |                |                |                |                |                |                |                |

## 放送内容

### 平日版
まずトップニュースを2名が伝えた後、その他のニュースを2名のキャスターが、ほぼ交互で伝える。この際、モニターは使わずワイプでVTRのサマリーが表示されている状態でアナウンサーが概要を話し、そのままVTR中に原稿を読み上げる。系列局制作のVTRの場合、そのまま録音済みの音声付きで流す。2022年4月から2023年3月の間、関東地方の天気予報のコーナーは休止していたが、2023年4月からは復活した。
- 株価情報
前番組から引き続き、飛び降りポイントの直前(11:41)に男性キャスターが為替と株価の値動きのリアルタイム情報を読み上げる。日によって割愛される場合があるほか、祝日で株式市場が休場となる場合も放送されない。

### 過去のコーナー
- days FOCUS

前番組『FNNプライムニュース デイズ』で放送されていた「PRIME FOCUS」をリニューアルしたものであり、1つの話題や社会問題をフォーカスする。島田が正方形のモニターを利用して、プレゼンテーション形式で2分程度の解説を行う。
- days TOPICS

前番組『FNNプライムニュース デイズ』で放送されていた「PRIME TOPICS」をリニューアルしたもの。国内外で起こった衝撃的なニュースや重要度の高いものだけでなく、ややユニークな話題も扱う。基本的にはシリアスな情報はニュース部分で取り上げられるため、このコーナーでは放送されない。

## 放送休止の対応
毎年の夏の『FNSの日』と年末年始の特別編成がある場合、当番組は休止となり、『FNNニュース』を放送する。以上の事項に該当しない特別編成となった場合のみ、下記に記す。

### 2021年
- 7月24日・26日・28日・30日・8月2日・3日・8日 : 『東京オリンピック』中継のため、いずれも当番組は休止。オリンピック中継の中で『FNNニュース』を放送した。

### 2022年
- 2月6日 : 『北京オリンピック』中継のため、当番組は休止。オリンピック中継の中で『FNNニュース』を放送した。

### 2024年
- 10月26日・27日・29日・30日 : 『MLBワールドシリーズ2024』中継のため、いずれも当番組は休止。同中継内で『FNNニュース』を放送した。

## テーマ曲
| 期間                | 作曲           | 備考 |
| ------------------- | -------------- | --- |
| 2019年4月2日 - 現在 | 作曲：小島裕規 | 夜の『FNN Live News α』、2020年3月までは夕方の『Live News it!』も担当。 同年4月以降の福島テレビやテレビ大分など一部ネット局のローカル枠では『it!』→『イット!』の2代目・3代目のテーマ曲を使用している。 |

## ネット局
| 放送対象地域   | 放送局                      | 系列                          | 放送日時      | 放送日時                             |
| 放送対象地域   | 放送局                      | 系列                          | 月 - 金曜     | 土・日曜                             |
| -------------- | --------------------------- | ----------------------------- | ------------- | ------------------------------------ |
| 関東広域圏     | フジテレビ（CX） 【制作局】 | フジテレビ系列                | 11:30 - 11:50 | 11:50 - 12:00                        |
| 北海道         | 北海道文化放送（UHB）       | フジテレビ系列                | 11:30 - 11:50 | 11:50 - 12:00                        |
| 岩手県         | 岩手めんこいテレビ（mit）   | フジテレビ系列                | 11:30 - 11:50 | 11:50 - 12:00                        |
| 宮城県         | 仙台放送（OX）              | フジテレビ系列                | 11:30 - 11:50 | 11:50 - 12:00                        |
| 秋田県         | 秋田テレビ（AKT）           | フジテレビ系列                | 11:30 - 11:50 | 11:50 - 12:00                        |
| 山形県         | さくらんぼテレビ（SAY）     | フジテレビ系列                | 11:30 - 11:50 | 11:50 - 12:00                        |
| 福島県         | 福島テレビ（FTV）           | フジテレビ系列                | 11:30 - 11:50 | 11:50 - 12:00                        |
| 新潟県         | NST新潟総合テレビ（NST）    | フジテレビ系列                | 11:30 - 11:50 | 11:50 - 12:00                        |
| 長野県         | 長野放送（NBS）             | フジテレビ系列                | 11:30 - 11:50 | 11:50 - 12:00                        |
| 静岡県         | テレビ静岡（SUT）           | フジテレビ系列                | 11:30 - 11:50 | 11:50 - 12:00                        |
| 富山県         | 富山テレビ（BBT）           | フジテレビ系列                | 11:30 - 11:50 | 11:50 - 12:00                        |
| 中京広域圏     | 東海テレビ（THK）           | フジテレビ系列                | 11:30 - 11:50 | 11:50 - 12:00                        |
| 近畿広域圏     | 関西テレビ（KTV）           | フジテレビ系列                | 11:30 - 11:50 | 11:50 - 12:00                        |
| 島根県・鳥取県 | さんいん中央テレビ（TSK）   | フジテレビ系列                | 11:30 - 11:50 | 11:50 - 12:00                        |
| 岡山県・香川県 | 岡山放送（OHK）             | フジテレビ系列                | 11:30 - 11:50 | 11:50 - 12:00                        |
| 広島県         | テレビ新広島（TSS）         | フジテレビ系列                | 11:30 - 11:50 | 11:50 - 12:00                        |
| 愛媛県         | テレビ愛媛（EBC）           | フジテレビ系列                | 11:30 - 11:50 | 11:50 - 12:00                        |
| 高知県         | 高知さんさんテレビ（KSS）   | フジテレビ系列                | 11:30 - 11:50 | 11:50 - 12:00                        |
| 福岡県         | テレビ西日本（TNC）         | フジテレビ系列                | 11:30 - 11:50 | 11:50 - 12:00                        |
| 佐賀県         | サガテレビ（STS）           | フジテレビ系列                | 11:30 - 11:50 | 11:50 - 12:00                        |
| 長崎県         | テレビ長崎（KTN）           | フジテレビ系列                | 11:30 - 11:50 | 11:50 - 12:00                        |
| 熊本県         | テレビ熊本（TKU）           | フジテレビ系列                | 11:30 - 11:50 | 11:50 - 12:00                        |
| 鹿児島県       | 鹿児島テレビ（KTS）         | フジテレビ系列                | 11:30 - 11:50 | 11:50 - 12:00                        |
| 沖縄県         | 沖縄テレビ（OTV）           | フジテレビ系列                | 11:30 - 11:50 | 11:50 - 12:00                        |
| 大分県         | テレビ大分（TOS）           | 日本テレビ系列 フジテレビ系列 | 11:30 - 11:50 | 11:50 - 12:00                        |
| 石川県         | 石川テレビ（ITC）           | フジテレビ系列                | 11:30 - 11:42 | 11:50 - 12:00                        |
| 福井県         | 福井テレビ（FTB）           | フジテレビ系列                | 11:30 - 11:43 | 土曜 11:50 - 11:56日曜 11:50 - 12:00 |

なお、フジテレビ系列・日本テレビ系列・テレビ朝日系列のクロスネット局であるテレビ宮崎（UMK）は、『大下容子ワイド!スクランブル・第1部』（平日 11:45 - 12:00、内包番組『ANNニュース』のみネット）および『ANNニュース』（土曜 11:45 - 12:00・日曜 11:50 - 12:00）をネットしている関係で、本番組は非ネット。

### 系列局の番組名
前番組『FNN プライムニュース デイズ』の流れで一部系列局の番組表では以下のタイトルに差し替えられる(原則、特記がない限りは全日差し替えであり放送上では差し替えされていない)。
- NST新潟総合テレビ[注 9] - FNN・NST Live News days
- 福井テレビ - 福井テレビ Live News days（オープニング後、協力 中日新聞と表示。番組表では日曜のみだが、放送上では土曜のエンディング(独自に自社出し)と日曜に改題）
- テレビ新広島 - FNN TSS Live News days
- サガテレビ - FNN SAGATV Live News days(放送上では日曜のオープニングに改題)
- テレビ長崎 - KTN Live News days（放送上ではタイトルが自社出しになる土曜のエンディングと日曜に改題）
- テレビ熊本 - TKU Live News days
- テレビ大分 - FNN TOS Live News days

### 備考
- 日曜に大阪国際女子マラソンが放送される日は11:50 - 11:55まで、東京マラソンと名古屋ウィメンズマラソン放送日は11:55 - 12:00までの短縮放送となる。